# Hamechaker
Hamechaker (dt. Die Wissenschaft) war eine jüdische deutschsprachige Zeitschrift, die von 1877 bis 1881 in Budapest im Königreich Ungarn in der Habsburgermonarchie erschienen ist. Das von Albert Stern herausgegebene Blatt, das ab Januar 1880 den Haupttitel Die Zeit. Hamechaker trug, bot den deutschlesenden und -sprechenden ungarischen Juden theologische, religionsrechtliche, historische, literarische Abhandlungen sowie Korrespondenzen des Kultur- und des religiösen Lebens und Buchbesprechungen. Hamechaker verstand sich als gemäßigt-konservative Zeitschrift, die sich nicht "im Bunde mit Fanatikern, nicht mit Phantasten, oder Romantikern, oder Messiasrittern" sah. Ebenso wie viele andere zeitgenössische jüdische Periodika setzte sich auch Hamechaker entschieden gegen die zeitgenössische antisemitische Agitation ein. Die Zeitschrift wurde im Laufe des Jahres 1881 eingestellt.